# R4BIA

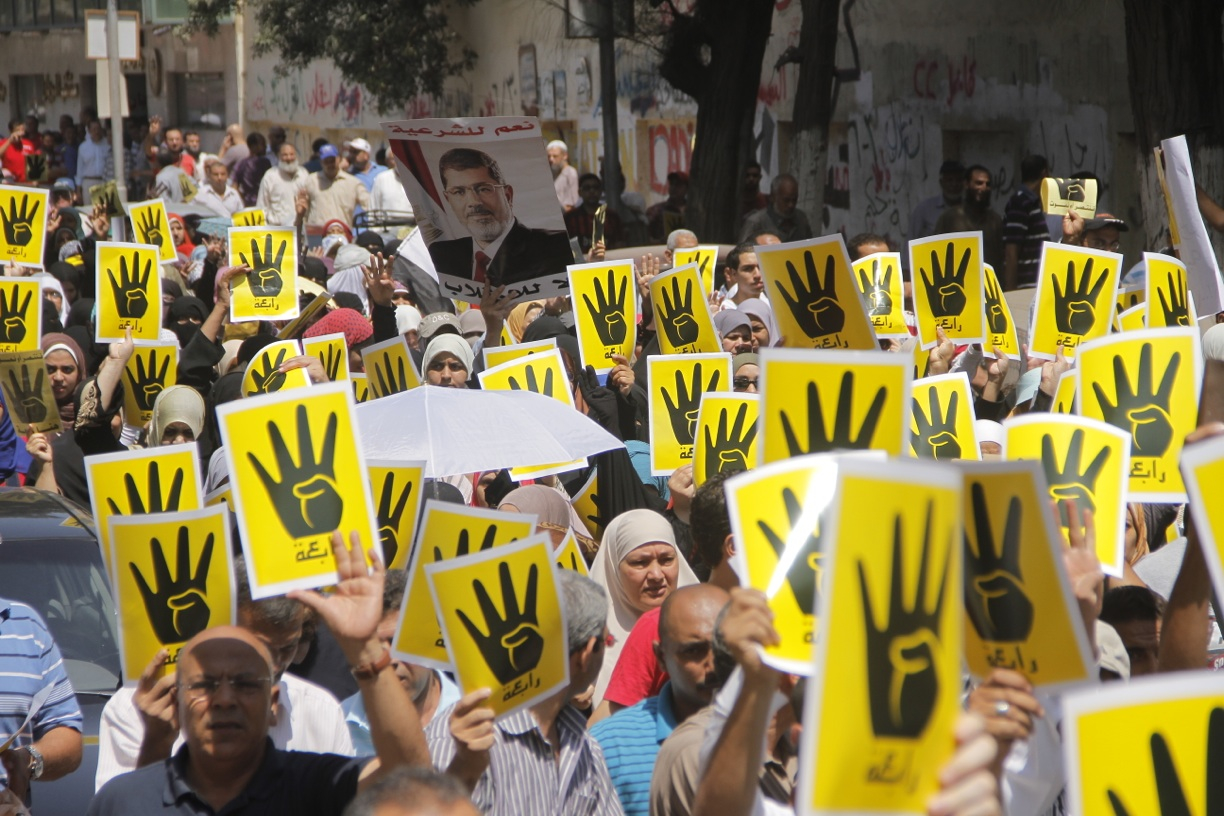
Каирские демонстранты держат листы с символом рабиа.

Ра́биа (от араб. رابعة‎ — букв. «четвёртый (-ая)»; стилизованно: R4BIA) — знак в виде жеста руки, впервые появившийся в конце августа 2013 года в социальных сетях и на маршах протеста в Египте. Он используется протестующими, активистами и политиками, которые выступают против государственного переворота в Египте, который был возглавлен с генералом Абдель-Фаттахом ас-Сиси и в ходе которого был свержен президент Мохаммед Мурси.
Знак назван в честь площади Рабии аль-Адавии в Каире и выражает солидарность с жертвами разгона демонстрации.
Жест складывается путём поднятия четырёх пальцев руки при сложенном большом пальце. Обычно размещается на желтом фоне со словом «R4BIA» (иногда интерпретируется как акроним от «Rightness. Freedom. Barehanded. Independence. Anti-coup»).